# 1521
Năm 1521 (số La Mã:MDXXI) là một năm thường bắt đầu vào thứ Ba (liên kết sẽ hiển thị đầy đủ lịch) trong lịch Julius.

## Sự kiện

### Tháng 5
- 27 tháng 5: Chu Hậu Thông kế vị hoàng đế Minh triều, niên hiệu Gia Tĩnh.

### Không rõ ngày tháng
- Mạc Đăng Dung tiêu diệt chính quyền Trần Thăng.
- Mạc Đăng Dung dẹp loạn Lê Khắc Cương, Lê Bá Hiếu.

## Mất
- 20 tháng 4: Chính Đức Đế